# Борджалло
Борджалло (итал. Borgiallo, пьем. Borgial) — коммуна в Италии, располагается в регионе Пьемонт, в провинции Турин.
Население составляет 496 человек (2008 г.), плотность населения составляет 83 чел./км². Занимает площадь 6 км². Почтовый индекс — 10080. Телефонный код — 0124.
Покровителем населённого пункта считается святой Николай из Флюэ.

## Демография
Динамика населения:

## Администрация коммуны
- Официальный сайт: http://www.comune.borgiallo.to.it/